# Abrostola jagowi
Abrostola jagowi là một loài bướm đêm trong họ Noctuidae.